# 栄光堂 (武漢市)

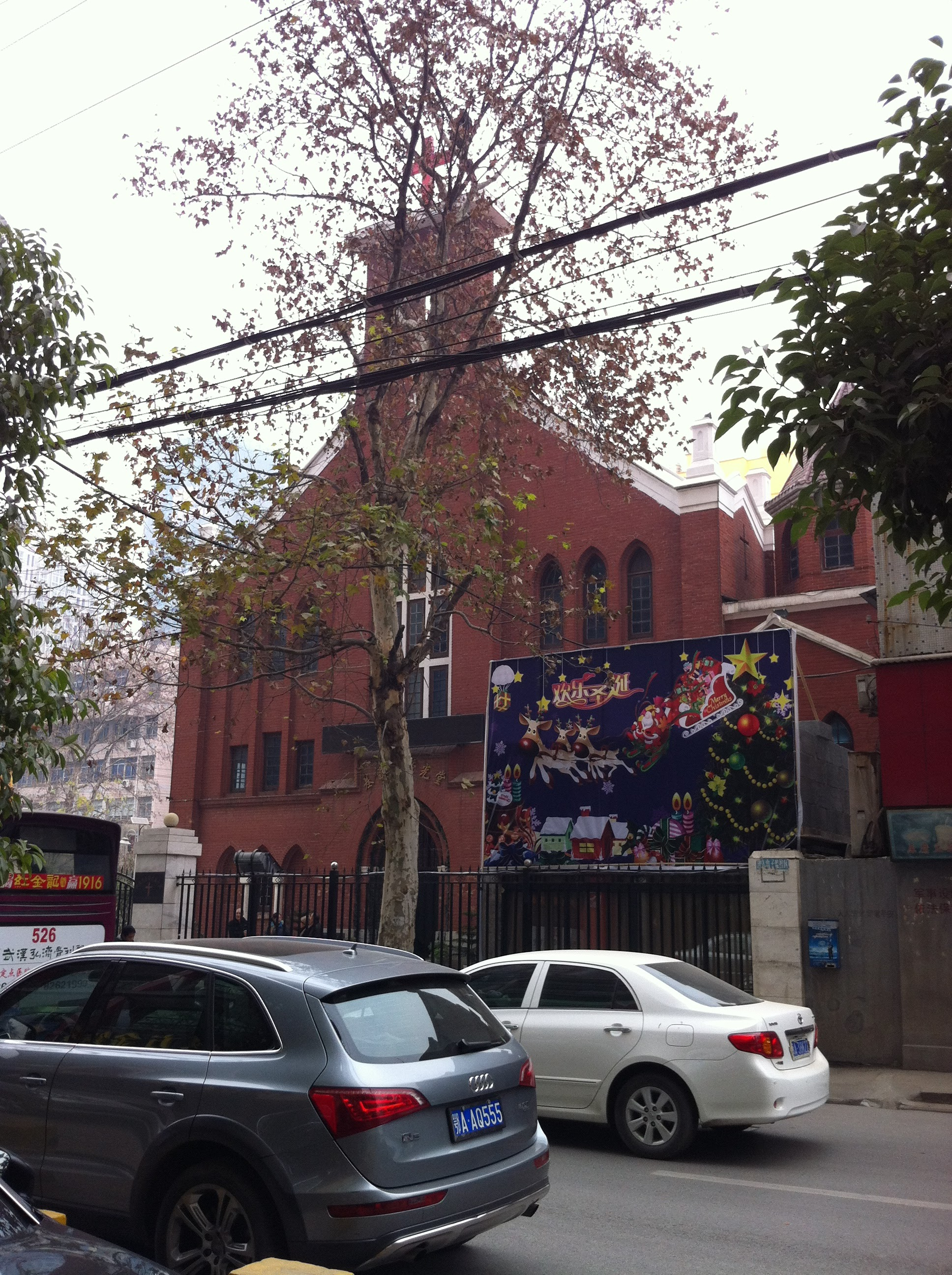
栄光堂（武漢市、2012年）

栄光堂（えいこうどう、中国語: 荣光堂、英語: Glory Church, Wuhan）は、以前は格非堂と呼ばれ、中華人民共和国湖北省武漢市江岸区黄石路26号にあるプロテスタント教会である。

## 概要
格非堂はロンドン伝道会（London Missionary Society）の中国中部における中心的教会であった。その前身は花楼総堂で、1880年に漢口の英国租界と他との交差点の江漢路に建てられ、中国式と西洋式の融合した教会であった。1927年、中国全土のロンドン伝道会の宣教師が中華基督教会に加わった。 
1931 年、花楼会堂は漢口模範地区の雲樵路 (現在の黄石路）に移転し、中国中部で最初のキリスト教宣教師である楊格非（John Griffith、1831年—1912年）を記念して格非堂と名付けられた。目がさめるような赤レンガの外壁と尖った窓があり、建築面積は1,191平方メートル、1,000人を収容できる武漢最大の教会である。総費用は10万元以上。 江漢路の元の敷地は思明銀行に売却され、7階建ての銀行ビルが建てられた。1951年12月23日、格非堂は栄光堂と改名した。
1966年からは文化大革命で教会は閉鎖された。1980年11月30日に礼拝が再開され、これは河北省で一番早かった。現在、教会へ常時礼拝に来る信者の数は約千人。

## 参照項目
- 中国のキリスト教
- 中国基督教協会
- 愛徳基金会
- 漢口聖ヨセフ天主経座堂（中国語版） - 武漢市のカトリック大聖堂